# Stora Ekeby
Stora Ekeby är en herrgård i Rytterne socken, Västerås kommun, inte långt från Mellansundet mellan Nyckelön och fastlandet där nu orten Kvicksund är belägen.
Gården tillhörde i början av 1500-talet Jon Skrivare som var fogde på Västerås slott men avsattes på grund av sin högfärd och avled på Stora Ekeby 1531. Byn omtalas första gången 1304, och var på karta 1643 ersatt av vad som kallas "Ekeby nya sätesgård". Gården innehades 1697 av släkten Reuterholm, vilken 1803 sålde den till ståthållaren på Strömsholms slott, Johan Adam von Gerdten. Senare tillhörde godset C. F. Gyllenhaal och därefter Robert Montgomery-Cederhielm, som 1877 avyttrade den till Oscar Abrahamsén i en affär som innebar ett byte mot den senares Djursholm i Uppland. Efter Abrahamséns död 1894 avstyckade dennes söner delar av egendomen och 1904 inköptes huvudgården av godsägaren Carl Eugen Esseen.
Lilla Ekeby utgjorde en del av säteriet, därtill jord i byarna Horn, Sörby och Tibble.